# Acer pavia
Acer pavia é uma espécie de árvore do gênero Acer, pertencente à família Aceraceae.